# Ekhi

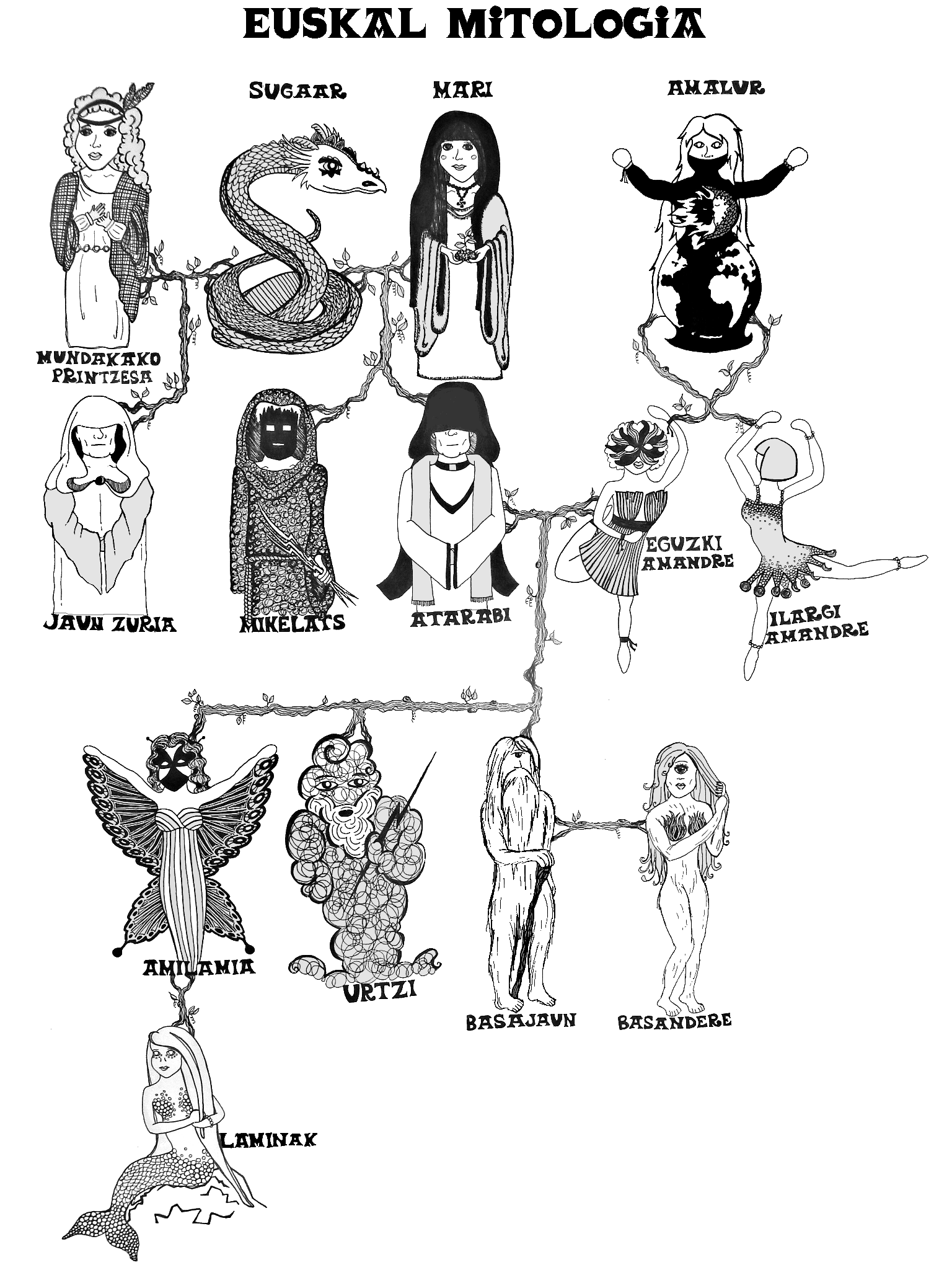
Postaci z mitologii baskijskiej, widoczna Ekhi.

Ekhi (także: Eki, Eguzki, Iuski, Iguzki, Iduzki, Eguzku) – bogini baskijska. Jej imię oznacza „słońce”. 
Jedna z dwóch córek Matki-Ziemi, Amalur. Siostra Illargui. Wschodziła, tańcząc i wracała do łona swej matki. Swymi promieniami miała zabijać złe duchy i odstraszać czarnoksiężników.
Szczególnie czczona podczas przesileń.